# Авер'янівське озеро
Авер'я́нівське о́зеро (Буряки) — озеро у Новотроїцькому районі Херсонської області України, розташоване поблизу села Заозерне.

## Назва
Лімнонім виник унаслідок лексикалізації та онімізації словосполучення з опорним географічним терміном «озеро» й означенням у формі відносного прикметника на -ське, похідного від суміжного ойконіма Овер'янівка, в основі якого відбулося акання під впливом російського мовлення й варіантів твірного чоловічого імені Овер'ян (Авер'ян).

## Гідрологія
Озеро завдовжки 2 км, завширшки до 1 км. Приблизна площа 1,7 км². Найбільша глибина до 1,5 м. Береги низовинні, заболочені. Улоговина Авер'янівського озера лагунного походження, має видовжено-овальну форму. Води озера підживлюються підземними водами та частково атмосферними опадами. Вода озера мінералізована (понад 20 г/л). Дно вкрите шаром мулу.

## Рослинний і тваринний світ
Береги поросли очеретом (Phragmites australis), осокою (Carex). В озері добре ростуть водорості, зокрема ентероморфа кишечниця (Ulva intestinalis), багато молюсків та інших безхребетних.

## Господарське значення
Воду озера використовують для технічних потреб.